# Coccomyces consociatus
Coccomyces consociatus är en svampart som beskrevs av Petr. 1948. Coccomyces consociatus ingår i släktet Coccomyces och familjen Rhytismataceae.   Inga underarter finns listade i Catalogue of Life.